# Arria Fadilla
Arria Fadilla († vor 138 n. Chr.) war die Mutter des 86 geborenen römischen Kaisers Antoninus Pius.
Arria Fadilla stammte wohl aus Nemausus (dem heutigen Nîmes), einer damals in der römischen Provinz Gallia Narbonensis gelegenen Stadt, und gehörte zum dortigen Provinzialadel. Sie war die Tochter des zweimaligen Suffektkonsuls Gnaeus Arrius Antoninus und seiner Gattin Boionia Procilla. Als gebildete und wohlhabende Frau vermählte sie sich in erster Ehe mit dem Konsul von 89, Titus Aurelius Fulvus, dem sie am 19. September 86 den späteren Kaiser Antoninus Pius gebar. Zu ihrem zweiten Gatten nahm sie den Suffektkonsul von 98, Publius Iulius Lupus, mit dem sie eine Tochter, Iulia Fadilla, hatte. Sie starb einige Zeit vor 138, denn in jenem Jahr wurde ihr auf Senatsbeschluss eine Statue errichtet. Auf zwei großen Bleiröhren aus Padua wird sie inschriftlich erwähnt.